# Naphtali Herz Imber

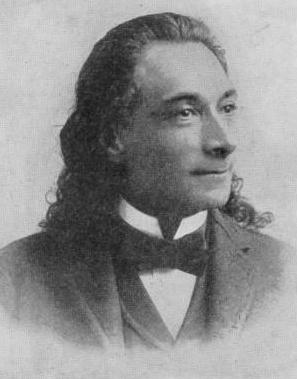
Naphtali Herz Imber

Naphtali (auch: Naftali) Herz Imber (geboren 27. Dezember 1856 in Złoczów, Galizien, Kaisertum Österreich; gestorben 8. Oktober 1909 in Manhattan, New York, USA) war ein jüdischer Dichter. Sein Gedicht HaTikwa (Die Hoffnung) wurde zum Text der Israelischen Nationalhymne.

## Leben
Naphtali Herz Imber ging 1882 als Sekretär von Laurence Oliphant nach Palästina, siedelte nach dessen Tod 1888 ins Vereinigte Königreich über und lebte schließlich ab 1892 verarmt in den Vereinigten Staaten. Sein Leichnam wurde 1953 auf den Har HaMenuchot in Jerusalem umgebettet.
Imber schrieb Hatikwa wahrscheinlich 1878, veröffentlicht wurde das Gedicht 1886 in seiner Gedichtsammlung Barkai (Morgenstern).

## Schriften
- Barkai. Nationale Klänge und Dichtungen. Defus Meyuḥas, Jerusalem 1886.
- כל שירי [Gesammelte Gedichte], מ. ניומן, Tel Aviv 1950.
- Master of hope. Selected writings. Herzl Press, New York 1985, ISBN 0-8386-3238-6.